# 久安博忠
久安 博忠（ひさやす ひろただ、1900年〈明治33年〉2月25日 - 1981年〈昭和56年〉9月4日）は、日本の内務・警察官僚、実業家。官選秋田県知事。

## 経歴
岡山県出身。久安平治郎の二男として生まれる。第六高等学校を卒業。1923年12月、高等試験行政科試験に合格。1924年、東京帝国大学法学部法律学科（独法）を卒業。内務省に入省し社会局属となる。
以後、地方警視として島根県警察部・神奈川県警察部・長崎県警察部・兵庫県警察部各勤務、警視庁警視として総監官房・特別高等部各勤務、宮城県書記官・学務部長、栃木県書記官・警察部長、長崎県書記官・警察部長、神奈川県書記官・警察部長、宮城県内政部長などを歴任。
1944年8月1日、秋田県知事に就任。戦時体制の整備に尽力し、米穀供出の生産供出事前割当制度の実施、秋田県立女子医学専門学校の創設を行った。終戦後の1945年10月27日、依願免本官となり退官した。その後、公職追放となり、実業界に転じ鳩物産社長・会長、日本製薬会長を務めた。